# Гарольд і Кумар відриваються
«Гарольд і Кумар відриваються» — американська кінокомедія про низку пригод головних героїв, які вирушили в фаст-фуд після вживання марихуани.

## Сюжет
Гарольд Лі і Кумар Патель — найкращі друзі. Лі працює інвестиційним банкіром, а Кумар різними способами намагається не вступити в медичний коледж, куди відправив його батько. Друзі домовляються покурити марихуани. Викуривши по цигарці вони відчули сильний голод, герої їдуть у фаст-фуд і ця поїздка занурить їх у круговерть подій.

## У ролях
| Актор             | Роль                        |
| ----------------- | --------------------------- |
| Джон Чо           | Гарольд Лі                  |
| Кел Пенн          | Кумар Патель                |
| Паула Гарсес      | Марія Перес                 |
| Девід Крамхолц    | Голдстейн                   |
| Ніл Патрік Гарріс | вигадана версія самого себе |
| Едді Кей Томас    | Розенберг                   |
| Крістофер Мелоні  | Ренді                       |
| Раян Рейнольдс    | медбрат                     |
| Ентоні Андерсон   | працівник Burger Shack      |
| Брук Д'Орсей      | Клариcса                    |
| Малін Акерман     | Ліан                        |

## Створення фільму

### Виробництво
Зйомки фільму проходили в Канаді та США.

### Знімальна група
- Кінорежисер — Денні Лейнер
- Сценаристи — Джон Гурвіц, Гейден Шлоссберг
- Кінопродюсери — Натан Кахане, Грег Шапіро
- Композитор — Девід Кітай
- Кінооператор — Брюс Дуглас Джонсон
- Кіномонтаж — Джефф Бетанкорт
- Художник-постановник — Стів Розенцвейг
- Артдиректор — Боб Шер
- Художник по костюмах — Алекс Кавана
- Підбір акторів — Кассандра Кулукуніс[1].

## Сприйняття

### Критика
Фільм отримав позитивні відгуки. На сайті Rotten Tomatoes оцінка стрічки становить 74 % на основі 147 відгуків від критиків (середня оцінка 6,5/10) і 80 % від глядачів із середньою оцінкою 3,5/5 (324 030 голосів). Фільму зарахований «стиглий помідор» від кінокритиків та «попкорн» від глядачів, Internet Movie Database — 7,1/10 (163 881 голосів), Metacritic — 64/100 (29 відгуків критиків) і 8,8/10 від глядачів (271 голос).

### Номінації та нагороди
| Нагороди та номінації фільму «Гарольд і Кумар відриваються» | Нагороди та номінації фільму «Гарольд і Кумар відриваються» | Нагороди та номінації фільму «Гарольд і Кумар відриваються» | Нагороди та номінації фільму «Гарольд і Кумар відриваються» | Нагороди та номінації фільму «Гарольд і Кумар відриваються» | Нагороди та номінації фільму «Гарольд і Кумар відриваються» |
| Рік                                                         | Кінофестиваль/кінопремія                                    | Категорія/нагорода                                          | Номінант                                                    | Результат                                                   |                                                             |
| ----------------------------------------------------------- | ----------------------------------------------------------- | ----------------------------------------------------------- | ----------------------------------------------------------- | ----------------------------------------------------------- | ----------------------------------------------------------- |
| 2005                                                        | Teen Choice Awards                                          | Choice Movie: Момент рок-зірки                              | Джон Чо, Кел Пенн                                           | Номінація                                                   |                                                             |
| 2005                                                        | MTV Movie Awards                                            | Найкраща команда                                            | Джон Чо, Кел Пенн                                           | Номінація                                                   |                                                             |
| 2005                                                        | MTV Movie Awards                                            | Найкраще виконання пісні                                    | Джон Чо, Кел Пенн                                           | Номінація                                                   |                                                             |